# Park Narodowy Archipelagu Kerama
Park Narodowy Archipelagu Kerama (jap. 慶良間諸島国立公園 Kerama Shotō Kokuritsu Kōen) – 31. park narodowy w Japonii, utworzony 5 marca 2014 roku na archipelagu Kerama, usytuowanym w pobliżu zachodnich wybrzeży wyspy Okinawa, w prefekturze Okinawa.
W 2014 roku z części Quasi-Parku Narodowego Wybrzeża Okinawy (Okinawa Kaigan Kokutei Kōen utworzono Park Narodowy Archipelagu Kerama, obejmujący obszar lądowy na wyspach Kerama i wody wokół nich. Jest to grupa wielu małych wysp na Morzu Wschodniochińskim, usytuowana w odległości ok. 40 km na zachód od głównej wyspy Okinawa.
Archipelag Kerama jest popularnym celem wakacyjnym ze względu na białe, piaszczyste plaże i czyste, błękitne wody (zwane „Kerama Blue”) idealne do nurkowania. Od stycznia do marca można tam obserwować wieloryby. Dwie największe wyspy to Tokashiki i Zamami.

## Parki narodowe w prefekturze Okinawa
- Quasi-Park Narodowy Wybrzeża Okinawy
- Park Narodowy Yanbaru
- Park Narodowy Iriomote-Ishigaki
- Quasi-Park Narodowy Bitwy o Okinawę

## Galeria

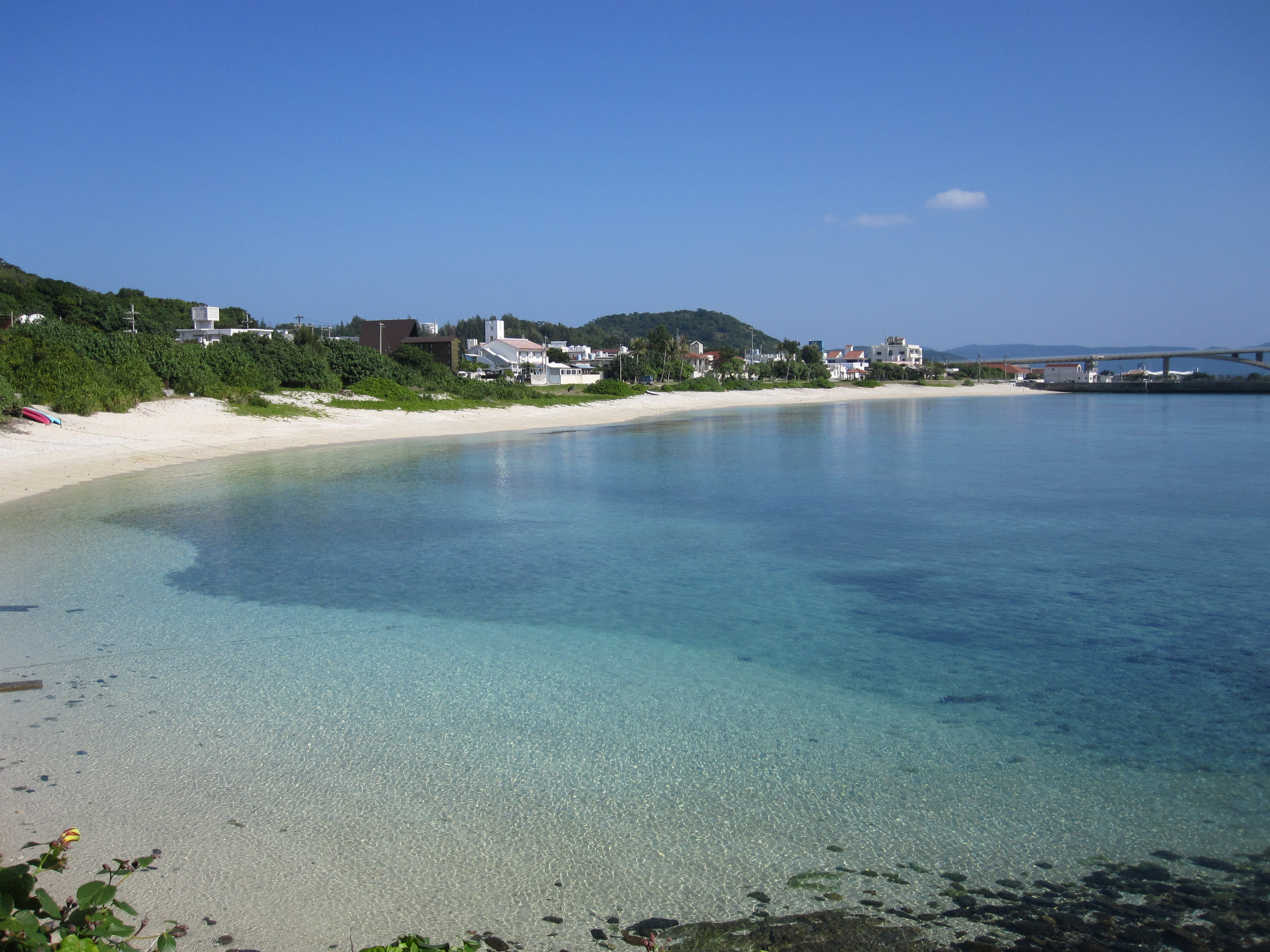
Wioska i plaża na wyspie Aka
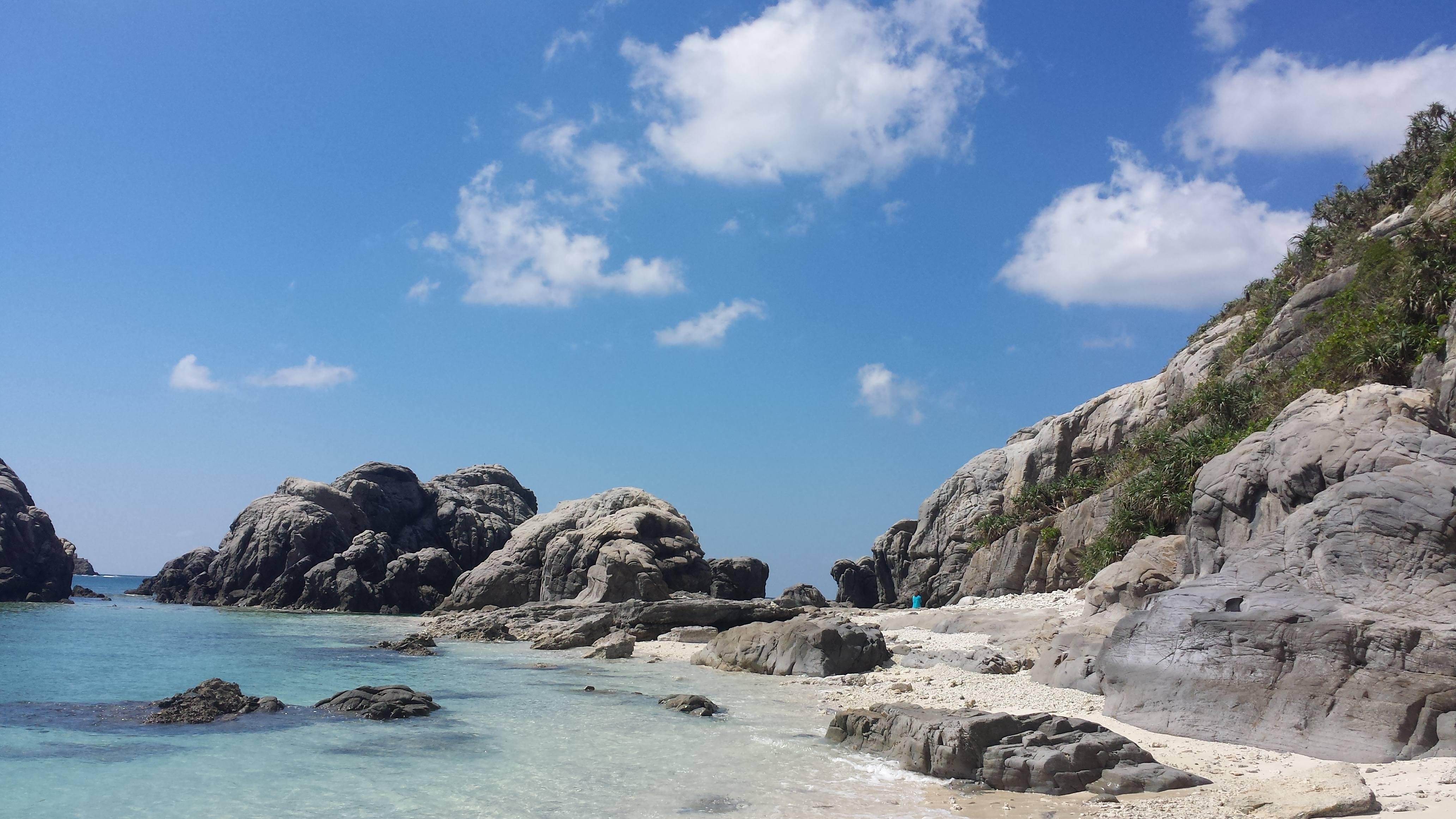
Wybrzeże wyspy Tokashiki
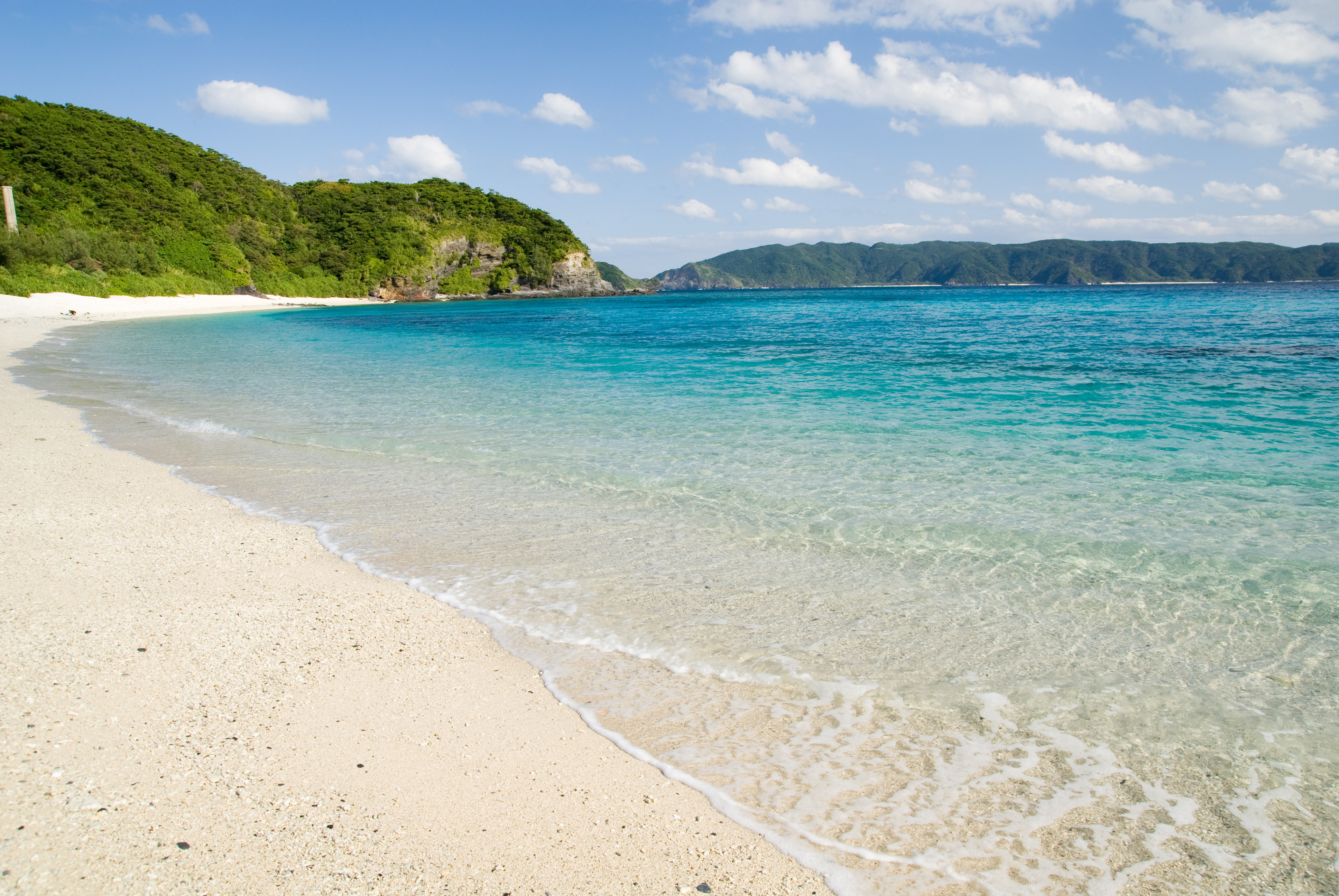
Plaża na wyspie Zamami